# Museo del Cuale Puerto Vallarta
El Museo Arqueológico de Puerto Vallarta Cuale ofrece la elaboración de productos artesanales, de caza, recolección y otras utilizadas en la época prehispánica de la zona occidental de México en particular.

## Historia
Fue inaugurado en diciembre de 1978 en la isla del río Cuale, de ahí el nombre del museo, rodeado por el mercado de artesanías. Su primera exposición temporal trataba sobre el Galeón de Manila, una ruta comercial importante para el intercambio cultural, económico y cultural entre México y Filipinas.
En 2004 se le dio mantenimiento al inmueble y a la museografía, y al año siguiente reabrió sus puertas con una colección del Occidente de México, cedida por los museos regionales de Guadalajara, Colima y Michoacán.

## Exhibición
La exhibición incluye cerámica y arte, incluyendo herramientas de caza y recolección y hasta una tumba recuperadas de excavaciones en Sayula y Zacoalco de Torres, en Jalisco, la bahía de Matanchén en Nayarit e Ixtapa Zihuatanejo en el estado de Guerrero.